# Гугу Мбата-Роу
Ґуґулету (Ґуґу) Софія Мбата-Роу (англ. Gugulethu Sophia 'Gugu' Mbatha-Raw; нар. 21 квітня 1983, Оксфорд, Англія, Велика Британія) — англійська акторка.

## Життєпис
Ґуґу Мбата-Роу народилася в Оксфорді, Велика Британія, в родині лікаря Патріка Мбата з Південно-Африканської Республіки та англійської медсестри Анни Роу. Коли дівчинці було рік, батьки розлучилися, Ґуґу залишилася з мамою в місті Вітні, хоча і підтримувала близькі стосунки з батьком. У Лондоні вступила до Королівської академії драматичного мистецтва.

## Кар'єра
Кар'єру розпочала як акторка театру. Пізніше почала отримувати епізодичні ролі на телебаченні. У 2010 почала виконувати одну із головних ролей в американському телесеріалі «Під прикриттям». Вже наступного року грала ключового персонажа в серіалі «Контакт». У стрічці Тома Генкса «Ларрі Краун» Ґуґу виконала роль другого плану Талії.
Головна роль у історичній драмі «Белль» принесла акторці численні номінації та нагороди. Вона отримала Премію британського незалежного кіно. На Міжнародному кінофестивалі у Чикаго оцінили роботу акторки в стрічці «За лаштунками», також її номінували на кінопремію «Готем». Після цього приєдналась до акторського складу фантастичного бойовика «Піднесення Юпітер» та біографічної драми «Оборонець».
У 2016 вийшли стрічки «Вільний штат Джонса», в якій в акторки була головна роль, та «Тільки правда» з Кіану Рівзом в головній ролі. Ґуґу приєдналась до акторського складу фентезійного музичного фільму «Красуня і Чудовисько» (2017) та науково-фантастичної стрічки жахів «Парадокс Кловерфілда» (2018).

## Фільмографія
| Роки      | Назва                      | Оригінальна назва                                   | Роль                                                        | Примітки                                  |
| --------- | -------------------------- | --------------------------------------------------- | ----------------------------------------------------------- | ----------------------------------------- |
| 2005      | Голбі-Сіті                 | Holby City                                          | Колетт Гілл                                                 | серіал, 1 епізод                          |
| 2005      |                            | Legless                                             | Бет                                                         | телефільм                                 |
| 2005      |                            | Walk Away and I Stumble                             | медсестра                                                   | телефільм                                 |
| 2006      |                            | Viva Blackpool                                      | гарна молода жінка                                          | телефільм                                 |
| 2006      | Привиди                    | Spooks                                              | Дженні                                                      | серіал, 9 епізодів                        |
| 2006      |                            | Born Equal                                          | дівчина на станції Кінгс-кросс                              | телефільм; в титрах не зазначена          |
| 2006      | Погані дівчата             | Bad Girls                                           | Фіделіті Сондерс                                            | серіал, 2 епізоди                         |
| 2006      |                            | Vital Signs                                         | Ів                                                          | серіал, 5 епізодів                        |
| 2007      |                            | Dead Clever: The Life and Crimes of Julie Bottomley | Джессіка                                                    | телефільм                                 |
| 2007      |                            | Straightheads                                       | Young PA                                                    |                                           |
| 2007      | Міс Марпл Агати Крісті     | Agatha Christie's Marple                            | Тіна Аргайл                                                 | серіал, 1 епізод                          |
| 2007      | Доктор Хто                 | Doctor Who                                          | Тіш Джонс                                                   | серіал, 4 епізоди                         |
| 2008      | Випробування та відплата   | Trial & Retribution                                 | Дженні Міллер                                               | серіал, 1 епізод                          |
| 2008      |                            | Fallout                                             | Шеніс Робертс                                               | телефільм                                 |
| 2008      | Розкопки                   | Bonekickers                                         | Вів Девіс                                                   | серіал, 6 епізодів                        |
| 2008      | Загублені в Остіні         | Lost in Austen                                      | Пірхана                                                     | мінісеріал, 2 епізоди                     |
| 2009      | Усі мої сни на відеокасеті | All My Dreams on VHS                                | Еріка                                                       | корокометражний                           |
| 2009      |                            | Act of God                                          | Роуз                                                        |                                           |
| 2010      |                            | Capture Anthologies: Love, Lust and Tragedy         | Еріка                                                       | відеофільм, розділ «all my dreams on vhs» |
| 2011      | Ларрі Краун                | Larry Crowne                                        | Талія                                                       |                                           |
| 2010—2012 | Під прикриттям             | Undercovers                                         | Саманта Блум                                                | серіал, 13 епізодів                       |
| 2012      | Контакт                    | Touch                                               | Клеа Гопкінс                                                | серіал, 12/13 епізодів                    |
| 2013      | Дивний Томас               | Odd Thomas                                          | Віола Пібоді                                                |                                           |
| 2013      | Бель                       | Belle                                               | Дідо Елізабет Бель                                          |                                           |
| 2014      | За лаштунками              | Beyond the Lights                                   | Ноні Джин                                                   |                                           |
| 2014      | Дев'ять поцілунків         | 9 Kisses                                            | наречена                                                    | короткометражний                          |
| 2015      | Піднесення Юпітер          | Jupiter Ascending                                   | Фелулус                                                     |                                           |
| 2015      | Оборонець                  | Concussion                                          | Према Мутісо                                                |                                           |
| 2016      | Тільки правда              | The Whole Truth                                     | Дженель                                                     |                                           |
| 2016      | Вільний штат Джонса        | Free State of Jones                                 | Рейчел Найт                                                 |                                           |
| 2016      |                            | After the Storm                                     | мати                                                        | короткометражний                          |
| 2016      | Чорне дзеркало             | Black Mirror                                        | Келлі Бут                                                   | серіал, епізод "Сан-Джуніперо"            |
| 2016      | Небезпечна гра Слоун       | Miss Sloane                                         | Есме Манучарян                                              |                                           |
| 2017      | Красуня і Чудовисько       | Beauty and the Beast                                | Пір'їнка / Бабетта (пір'яна мітелка), в оригіналі Plumette) |                                           |
| 2018      | Парадокс Кловерфілда       | The Cloverfield Paradox                             | Ава Гамільтон                                               |                                           |
| 2018      | Незамінна ти               | Irreplaceable You                                   | Еббі                                                        |                                           |
| 2018      | Складки часу               | A Wrinkle in Time                                   | пані Кейт Муррі                                             |                                           |
| 2018      | Швидкий колір              | Fast Color                                          | Рут                                                         |                                           |
| 2018      |                            | Fabled                                              | Ді                                                          | серіал                                    |
| 2018      |                            | Farming                                             | пані Дапо                                                   |                                           |
| 2016—2019 | Простіше простого          | Easy                                                | Софі                                                        | серіал, 2 епізоди                         |
| 2019      | Темний кристал: Доба опору | The Dark Crystal: Age of Resistance                 | Сіладон (голос)                                             | мультсеріал, 9 епізодів                   |
| 2019      | Сирота Бруклін             | Motherless Brooklyn                                 | Лора Роуз                                                   |                                           |
| 2019      | Ранкове шоу                | The Morning Show                                    | Ханна Шенфельд                                              | серіал, 10 епізодів                       |
| 2020      |                            | Come Away                                           | доросла Еліс Літтлтон                                       |                                           |
| 2020      |                            | Misbehaviour                                        | «Міс Гренада» Дженніфер Гостен                              |                                           |
| 2020      |                            | Summerland                                          | Вера                                                        |                                           |
| 2020      |                            | Seacole                                             | Мері Сікоул                                                 | постпродакшн                              |
| 2021      | Локі                       | Loki                                                | Равонна Лексус                                              | мінісеріал                                |
| 2024      | Ліфт                       | Lift                                                |                                                             |                                           |